# Handball-Bundesliga 1990/91
Die Handball-Bundesliga 1990/91 war die 14. der eingleisigen Spielzeiten und die insgesamt 25. Spielzeit der höchsten deutschen Spielklasse im Handball der Männer in der Geschichte der Handball-Bundesliga. Die Saison begann am 7. September 1990 und endete mit dem letzten Spieltag am 24. März 1991.

## Saisonverlauf
14 Mannschaften sollten um die deutsche Meisterschaft spielen. Aufgrund der deutschen Wiedervereinigung kam es jedoch zur Ermittlung des ersten gesamtdeutschen Handballmeisters. In zwei offiziellen Endspielen wurde der Titel zwischen dem Meister der Handball-DDR-Oberliga 1990/91 und dem Meister der „westdeutschen“ Handball-Bundesliga 1990/91 ausgespielt. Aufsteiger zur neuen Saison waren die SG Leutershausen, der VfL Bad Schwartau und die SG Stuttgart-Scharnhausen.
Deutscher Meister 1991 wurde zum zwölften Mal in der Vereinsgeschichte die Mannschaft des VfL Gummersbach, der auch westdeutscher Meister geworden war.
Aus der Handball-Bundesliga in die 2. Bundesliga absteigen musste mit der SG Stuttgart-Scharnhausen dieses Mal nur ein Verein. Dafür wurden alle zwölf Vereine der DDR-Oberliga des Deutschen Handballverbandes der Saison 1990/91 für die kommenden Saison gesetzt. Die Handball-Bundesliga 1991/92 startete somit erstmals seit der Handball-Bundesliga Saison 1976/77 wieder mit einer Nord- und Südstaffel mit je 14 Mannschaften.
In 182 Spielen – Play-offs nicht eingerechnet – fiel mit insgesamt 7407 Toren (ø 40,7 pro Spiel) im Durchschnitt 1,1 Tor weniger als in der Saison 1989/90. Dabei gab es 125 Heimsiege, 26 Unentschieden und 31 Auswärtssiege. Den höchsten Heimsieg verzeichnete der TSV Bayer Dormagen am 2. Spieltag mit 28:14 gegen den VfL Bad Schwartau. Den höchsten Auswärtssieg erspielte am 5. Spieltag die Mannschaft des VfL Gummersbach mit 14:23 beim TSV Milbertshofen. Das torreichste Spiel fand am 1. Spieltag zwischen dem VfL Bad Schwartau und dem TV Großwallstadt statt und endete 33:23. Das waren 15 Tore mehr als der Gesamtdurchschnitt. Drei Vereine standen im Verlauf der Saison an der Tabellenspitze: TUSEM Essen (2×), SG Wallau/Massenheim (10×) und VfL Gummersbach (14×). Torschützenkönig wurde mit 178 erzielten Toren Jochen Fraatz vom TUSEM Essen.
Den zum 17. Mal ausgespielten DHB-Pokal sicherte sich die Mannschaft des TUSEM Essen. Außerdem wurde ein gesamtdeutscher Pokal ausgespielt, mit dem der Europapokalteilnehmer für die Saison 1991/92 ermittelt wurde. Diesen gewann ebenfalls die Mannschaft des TUSEM Essen.
Der TSV Milbertshofen sicherte sich den Europapokal der Pokalsieger.

## Statistiken

### Abschlusstabelle
| Rang | Verein                        | Sp. | S  | U | N  | Tore    | Diff. | Punkte |
| ---- | ----------------------------- | --- | -- | - | -- | ------- | ----- | ------ |
| 01.  | VfL Gummersbach               | 26  | 15 | 5 | 6  | 491:461 | +30   | 35:17  |
| 02.  | SG Wallau/Massenheim          | 26  | 15 | 4 | 7  | 559:498 | +61   | 34:18  |
| 03.  | THW Kiel                      | 26  | 13 | 5 | 8  | 533:523 | +10   | 31:21  |
| 04.  | TUSEM Essen                   | 26  | 12 | 5 | 9  | 549:541 | +8    | 29:23  |
| 05.  | TSV Bayer Dormagen            | 26  | 13 | 1 | 12 | 550:522 | +28   | 27:25  |
| 06.  | TuS Schutterwald              | 26  | 13 | 1 | 12 | 521:518 | +3    | 27:25  |
| 07.  | SG Leutershausen (A)          | 26  | 11 | 4 | 11 | 481:484 | −3    | 26:26  |
| 08.  | TBV Lemgo                     | 26  | 11 | 4 | 11 | 551:556 | −5    | 26:26  |
| 09.  | VfL Fredenbeck                | 26  | 9  | 5 | 12 | 550:568 | −18   | 23:29  |
| 10.  | VfL Bad Schwartau (A)         | 26  | 8  | 7 | 11 | 554:582 | −28   | 23:29  |
| 11.  | TV Niederwürzbach             | 26  | 10 | 2 | 14 | 507:516 | −9    | 22:30  |
| 12.  | TSV Milbertshofen (P)         | 26  | 10 | 2 | 14 | 512:525 | −13   | 22:30  |
| 13.  | TV Großwallstadt (M)          | 26  | 9  | 2 | 15 | 526:559 | −33   | 20:32  |
| 14.  | SG Stuttgart-Scharnhausen (A) | 26  | 7  | 5 | 14 | 523:554 | −31   | 19:33  |

| Legende |                                                                                           |
|         | Teilnehmer an den Play-offs um die deutsche Meisterschaft 1991 und Deutscher Meister 1991 |
|         | Teilnehmer an den Play-offs um die deutsche Meisterschaft 1991                            |
|         | Absteiger in die 2. Bundesliga 1991/92                                                    |
| (M)     | Deutscher Meister 1990                                                                    |
| (P)     | DHB-Pokal-Sieger 1990                                                                     |
| (A)     | Aufsteiger aus der 2. Bundesliga 1989/90                                                  |

### Kreuztabelle
Die Kreuztabelle stellt die Ergebnisse der Spiele dieser Saison dar.
Die Heimmannschaft ist in der linken Spalte, die Gastmannschaft in der oberen Zeile aufgelistet.
| Bundesliga 1990/91        | VfL Gummersbach | SG Wallau/Massenheim |       | TUSEM Essen | TSV Bayer Dormagen | TuS Schutterwald | SG Leutershausen | TBV Lemgo | VfL Fredenbeck | VfL Bad Schwartau | TV 08 Niederwürzbach | TSV Milbertshofen | TV Großwallstadt | SG Stuttgart/Scharnhausen |
| ------------------------- | --------------- | -------------------- | ----- | ----------- | ------------------ | ---------------- | ---------------- | --------- | -------------- | ----------------- | -------------------- | ----------------- | ---------------- | ------------------------- |
| VfL Gummersbach           |                 | 20:19                | 20:17 | 23:21       | 22:18              | 17:16            | 19:19            | 20:16     | 21:17          | 17:17             | 20:14                | 18:16             | 17:14            | 28:25                     |
| SG Wallau/Massenheim      | 18:18           |                      | 20:15 | 22:18       | 21:18              | 26:13            | 23:16            | 24:19     | 21:22          | 21:20             | 23:20                | 19:14             | 29:24            | 27:18                     |
| THW Kiel                  | 19:15           | 15:15                |       | 27:25       | 25:21              | 24:21            | 25:24            | 18:15     | 21:18          | 19:18             | 20:19                | 21:23             | 21:17            | 23:23                     |
| TUSEM Essen               | 12:12           | 21:20                | 24:17 |             | 23:20              | 20:17            | 22:16            | 22:18     | 28:23          | 21:19             | 21:20                | 26:24             | 22:22            | 25:22                     |
| TSV Bayer Dormagen        | 18:14           | 17:19                | 22:23 | 23:24       |                    | 20:18            | 19:16            | 25:20     | 26:19          | 28:14             | 26:21                | 19:25             | 23:17            | 27:22                     |
| TuS Schutterwald          | 24:17           | 25:23                | 25:22 | 21:18       | 17:19              |                  | 19:16            | 20:17     | 23:17          | 27:20             | 18:18                | 19:20             | 20:18            | 26:20                     |
| SG Leutershausen          | 14:14           | 20:18                | 17:20 | 16:13       | 21:18              | 20:15            |                  | 19:19     | 22:16          | 24:19             | 16:13                | 17:17             | 20:19            | 20:15                     |
| TBV Lemgo                 | 20:18           | 22:22                | 21:21 | 31:24       | 17:19              | 23:18            | 22:18            |           | 21:24          | 31:24             | 27:22                | 23:22             | 25:22            | 23:19                     |
| VfL Fredenbeck            | 21:24           | 22:22                | 23:23 | 19:19       | 21:21              | 25:18            | 20:21            | 26:17     |                | 19:21             | 24:23                | 21:20             | 23:21            | 22:20                     |
| VfL Bad Schwartau         | 20:17           | 20:25                | 20:20 | 23:23       | 21:18              | 27:20            | 20:19            | 25:25     | 25:25          |                   | 21:20                | 22:21             | 33:23            | 23:23                     |
| TV 08 Niederwürzbach      | 19:16           | 17:25                | 20:18 | 22:22       | 19:17              | 20:22            | 17:14            | 18:23     | 24:21          | 24:17             |                      | 20:15             | 18:17            | 21:18                     |
| TSV Milbertshofen         | 14:23           | 23:18                | 20:19 | 21:17       | 20:27              | 18:21            | 18:19            | 23:17     | 18:19          | 25:19             | 20:19                |                   | 23:16            | 15:15                     |
| TV Großwallstadt          | 16:17           | 20:23                | 23:21 | 22:21       | 20:17              | 19:18            | 22:20            | 25:26     | 25:21          | 22:21             | 18:24                | 23:16             |                  | 19:18                     |
| SG Stuttgart-Scharnhausen | 17:24           | 21:16                | 14:19 | 21:17       | 23:24              | 14:20            | 22:17            | 18:13     | 23:22          | 25:25             | 17:15                | 28:21             | 22:22            |                           |
| Stand: 24. März 1991      |                 |                      |       |             |                    |                  |                  |           |                |                   |                      |                   |                  |                           |

### Torschützenliste
|      | Spieler             | Verein               | Tore / 7 m |
| ---- | ------------------- | -------------------- | ---------- |
| 1.   | Jochen Fraatz       | TUSEM Essen          | 207 / 60   |
| 2.   | Zbigniew Tłuczyński | VfL Fredenbeck       | 180 / 63   |
| 3.   | László Marosi       | TBV Lemgo            | 168 / 54   |
| 4.   | Daniel Waszkiewicz  | VfL Bad Schwartau    | 156 / 62   |
| 5.   | Andreas Dörhöfer    | VfL Gummersbach      | 150 / 53   |
| 6.   | Hendrik Ochel       | TSV Milbertshofen    | 147 / 68   |
| 7.   | Wolfgang Winter     | TuS Schutterwald     | 142 / 47   |
| 8.   | Martin Schwalb      | SG Wallau/Massenheim | 134 / 58   |
| 9.   | Bernd Roos          | TV Großwallstadt     | 128 / 37   |
| 10.0 | Marian Dumitru      | TSV Bayer Dormagen   | 122 / 35   |

## Play-offs
Die besten acht Mannschaften der Saison qualifizierten sich für die Play-offs um die deutsche Handballmeisterschaft.

### Viertelfinale
| Team 1               | Team 2             | Ergebnisse          |
| -------------------- | ------------------ | ------------------- |
| VfL Gummersbach      | TBV Lemgo          | 17:15, 19:21, 20:18 |
| THW Kiel             | TuS Schutterwald   | 18:13, 22:25, 19:16 |
| TUSEM Essen          | TSV Bayer Dormagen | 22:16, 12:13, 25:21 |
| SG Wallau/Massenheim | SG Leutershausen   | 25:21, 24:23        |

### Halbfinale
| Team 1               | Team 2      | Ergebnisse          |
| -------------------- | ----------- | ------------------- |
| VfL Gummersbach      | TUSEM Essen | 14:11, 13:20, 17:15 |
| SG Wallau/Massenheim | THW Kiel    | 13:15, 15:18        |

### Finale „westdeutsche“ Meisterschaft
| Team 1          | Team 2   | Ergebnisse   |
| --------------- | -------- | ------------ |
| VfL Gummersbach | THW Kiel | 22:14, 13:11 |

## Finale gesamtdeutsche Meisterschaft
|                 | Gesamt |              | Hinspiel     | Rückspiel   |
| --------------- | ------ | ------------ | ------------ | ----------- |
| VfL Gummersbach | 32:31  | SC Magdeburg | 18:15 (10:6) | 14:16 (6:8) |

Der VfL Gummersbach ist erster gesamtdeutscher Handballmeister und qualifizierte sich damit für den Europapokal der Landesmeister.

### Hinspiel
8. Juni 1991 in Gummersbach, Eugen-Haas-Halle, 2.300 Zuschauer (ausverkauft)
VfL Gummersbach: Thiel, Maurer – Erland (3), Dammann, Schröder, Derad (2), Lehnertz (2), Kraft, Petersen (1), Zlattinger, Dörhöfer (10/3), Jaeger. Trainer: Brand
SC Magdeburg: Schimrock, Stoffregen – Winselmann (3), Fiedler, Benecke (2), Fink (3), Triepel, Schulze, Jankevičius, Michel (7), Liesegang, Mockeliunas. Trainer: Krüger
Schiedsrichter: Wilfried Lübker & Manfred Bülow

### Rückspiel
15. Juni 1991 in Magdeburg, Hermann-Gieseler-Halle, 2.300 Zuschauer (ausverkauft)
SC Magdeburg: Schimrock, Stoffregen – Winselmann (3/1), Pregler, Fiedler (4/4), Benecke (2), Fink (1), Triepel, Schulze, Jankevičius, Michel (5), Liesegang (1). Trainer: Krüger
VfL Gummersbach: Thiel, Maurer – Erland (5), Dammann, Derad, Lehnertz (3), Kraft, Petersen, Zlattinger (1), Dörhöfer (4/2), Büngen, Jaeger (1). Trainer: Brand
Schiedsrichter: Hans-Jürgen Gottschlich & Peter Jurczik

## Die Meistermannschaft
| 1.                       | VfL Gummersbach |
| Logo vom VfL Gummersbach | - Mannschaft: Andreas Thiel, Ralf Maurer, Thomas Heil – Michael Lehnertz (59/7), Andreas Dörhöfer (150/41), Klaus-Dieter Petersen (33/7), Ralf Kraft (25/12), Rune Erland (113/36), Ulrich Derad (53/16), Alfred Zlattinger (38/6), Michael Schröder (8/2), Gunnar Jaeger (9/7), Frank Dammann (0/2), Knut Büngen (1/0), Ralph Heinzemann (2/0) - Trainer: Heiner Brand (in Klammern die Tore der Hauptrunde/Play-offs) |

## DHB-Pokal
Den DHB-Pokal 1990/91 gewann die Mannschaft des TUSEM Essen. Sie besiegte im Finale nach Hin- und Rückspiel am 30. März und 18. April 1991 den TV 08 Niederwürzbach mit 21:16 und 17:20 (gesamt 38:36). Außerdem wurde ein gesamtdeutscher Pokal ausgespielt, mit dem der Europapokalteilnehmer für die Saison 1991/92 ermittelt wurde. Diesen gewann ebenfalls die Mannschaft des TUSEM Essen. Sie besiegte nach Hin- und Rückspiel am 5. und 9. Juni 1991 den HC Preußen Berlin mit 21:25 und 20:25 (gesamt 41:50).